# Thun-l'Évêque
Thun-l'Évêque is een gemeente in het Franse Noorderdepartement (regio Hauts-de-France) en telt 537 inwoners (1999). De plaats maakt deel uit van het arrondissement Cambrai.

## Geografie
De oppervlakte van Thun-l'Évêque bedraagt 5,7 km², de bevolkingsdichtheid is 94,2 inwoners per km².
De onderstaande kaart toont de ligging van Thun-l'Évêque met de belangrijkste infrastructuur en aangrenzende gemeenten.

## Demografie
Onderstaande figuur toont het verloop van het inwonertal (bron: INSEE-tellingen).